# Dugocvjetna lužarka
Dugocvjetna lužarka (lat. Sternbergia colchiciflora), manja biljčica iz porodice zvanikovki, jedna od dviju vrsta lužarki koje rastu i u Hrvatskoj. Raširena je po Mediteranu od Španjolske na istok sve do Ukrajine, Kavkaza i Irana.
Blijedožutih je cvjetova, bez stabljike. Cvjeta između kolovoza i listopada, obično prije pojave listova.